# 奇克馬加盧爾縣
奇克马加卢尔县(ಚಿಕ್ಕಮಗಳೂರು)是位于印度卡纳塔克邦东部的一個縣，與安得拉邦接壤。當地歷史上被曷萨拉王朝統治。1670年左右，當地開始種植咖啡。該縣最高峰海拔1,926米。根据2011年的人口普查，奇克马加卢尔县的人口为 1,137,961，這大致相当于塞浦路斯以及美国罗德岛州的人口。